# Секстет
Секстет е музикален термин, който обозначава предимно ансамбъл, съставен от шестима музиканти и много рядко музикално произведение.
Съставът на секстета е твърде разнороден, за разлика от утвърдените донякъде форми квартет и квинтет. Все пак може да се отбележи тензенцията, че в класическия секстет основата е струнния квартет, в джазовия - джаз-триото - и в двата случая с добавяне на допълнителни водещи музикални инструменти.